# Isak Frey
Pour les articles homonymes, voir Frey.
Isak Leknes Frey, né le 28 août 2003 à Bærum, est un biathlète norvégien.

## Biographie
Lors des Championnats d'Europe de biathlon 2024 à Brezno-Osrblie, il termine troisième du sprint, puis il remporte le titre de la poursuite et celui du relais mixte avec Johan-Olav Botn, Ida Lien et Maren Kirkeeide.
Il remporte le titre sur le sprint lors des Championnats du monde juniors de biathlon 2024 à Otepää.
Lors des Championnats d'Europe de biathlon 2025 à Martell-Val Martello, il remporte le titre sur l'individuel.
Il remporte le gros globe de cristal du classement général de l'IBU Cup 2024-2025.

## Palmarès

### Coupe du Monde
- Meilleur résultat individuel : 4e du sprint à Oslo en 2025.
- 1 podium en relais mixte : 1 troisième place.

 Dernière mise à jour le 21 mars 2025

#### Résultats détaillés en Coupe du Monde
| 2024-2025 |    |    |    |    |    |    |    |    |    |    |    |    |    |    | .  | .  | .  | .  |    |    |        |        |       |       |       |  | 34e |
| 2024-2025 | SI | SP | MS | SP | PU | SP | PU | MS | SP | PU | IN | MS | SP | PU | SP | PU | IN | MS | SP | PU | SI 17e | MS 11e | SP 4e | PU 5e | MS 9e |  | 34e |

### IBU Cup
- 1 gros globe de cristal du classement général en 2025.
- 3 petits globes de cristal :
  - Vainqueur du classement de l'individuel, du sprint et de la poursuite en 2025.
- 18 podiums individuels : 8 victoires, 7 deuxièmes places et 3 troisièmes places.

 Dernière mise à jour le 14 mars 2025.

#### Podiums individuels en IBU Cup
| Podiums individuels en IBU Cup | Podiums individuels en IBU Cup | Podiums individuels en IBU Cup | Podiums individuels en IBU Cup | Podiums individuels en IBU Cup | Podiums individuels en IBU Cup |
| n°                             | Saison                         | Date                           | Lieu                           | Épreuve                        | Résultat                       |
| ------------------------------ | ------------------------------ | ------------------------------ | ------------------------------ | ------------------------------ | ------------------------------ |
| 1                              | 2023-2024                      | 04-01-2024                     | Martell-Val Martello           | Individuel court 15 km         | Médaille de bronze             |
| 2                              | 2023-2024                      | 06-01-2024                     | Martell-Val Martello           | Poursuite 12,5 km              | Médaille d'or                  |
| 3                              | 2023-2024                      | 07-01-2024                     | Martell-Val Martello           | Mass-Start 60 15 km            | Médaille d'or                  |
| 4                              | 2023-2024                      | 26-01-2023                     | Brezno-Osrblie                 | Sprint 10 km (Ch. Europe)      | Médaille de bronze             |
| 5                              | 2023-2024                      | 27-01-2023                     | Brezno-Osrblie                 | Poursuite 12,5 km (Ch. Europe) | Médaille d'or                  |
| 6                              | 2023-2024                      | 01-02-2024                     | Arber                          | Sprint 10 km                   | Médaille de bronze             |
| 7                              | 2023-2024                      | 07-03-2024                     | Obertilliach                   | Individuel court 15 km         | Médaille d'argent              |
| 8                              | 2023-2024                      | 08-03-2024                     | Obertilliach                   | Sprint 10 km                   | Médaille d'argent              |
| 9                              | 2024-2025                      | 30-11-2024                     | Idre Fjäll                     | Sprint 10 km                   | Médaille d'or                  |
| 10                             | 2024-2025                      | 01-12-2024                     | Idre Fjäll                     | Poursuite 12,5 km              | Médaille d'or                  |
| 11                             | 2024-2025                      | 04-12-2024                     | Geilo                          | Individuel 20 km               | Médaille d'or                  |
| 12                             | 2024-2025                      | 21-12-2024                     | Obertilliach                   | Mass-Start 60 15 km            | Médaille d'argent              |
| 13                             | 2024-2025                      | 11-01-2025                     | Arber                          | Sprint 10 km                   | Médaille d'argent              |
| 14                             | 2024-2025                      | 12-01-2025                     | Arber                          | Poursuite 12,5 km              | Médaille d'argent              |
| 15                             | 2024-2025                      | 15-01-2025                     | Brezno-Osrblie                 | Individuel court 15 km         | Médaille d'argent              |
| 16                             | 2024-2025                      | 29-01-2025                     | Martell-Val Martello           | Individuel 20 km (Ch. Europe)  | Médaille d'or                  |
| 17                             | 2024-2025                      | 01-02-2025                     | Martell-Val Martello           | Poursuite 12,5 km (Ch. Europe) | Médaille d'argent              |
| 18                             | 2024-2025                      | 06-03-2025                     | Otepää                         | Sprint 10 km                   | Médaille d'or                  |

### Championnats d'Europe
| Édition / Épreuve         | Individuel            | Sprint                     | Poursuite                 | Relais                           | Relais mixte                     | Relais mixte simple              |
| ------------------------- | --------------------- | -------------------------- | ------------------------- | -------------------------------- | -------------------------------- | -------------------------------- |
| Brezno-Osrblie 2024       | 5e                    | Médaille de bronze, Europe | Médaille d'or, Europe     | Épreuve inexistante à cette date | Médaille d'or, Europe            | —                                |
| Martell-Val Martello 2025 | Médaille d'or, Europe | 5e                         | Médaille d'argent, Europe | Médaille d'or, Europe            | Épreuve inexistante à cette date | Épreuve inexistante à cette date |

Légende:
- : première place, médaille d'or
- : troisième place, médaille de bronze
- —: non disputée par Isak Frey

### Championnats du monde jeunes et juniors
| Mondiaux / Épreuve  | Cat.    | Individuel                 | Sprint                | Poursuite                        | Mass start 60                    | Relais                | Relais Mixte                     |
| 2022 Soldier Hollow | Jeunes  | 15e                        | 10e                   | 7e                               | Épreuve inexistante à cette date | Médaille d'or, Europe | Épreuve inexistante à cette date |
| 2023 Chtchoutchinsk | Juniors | Médaille de bronze, Europe | 10e                   | 10e                              | Épreuve inexistante à cette date | Médaille d'or, Europe | Médaille de bronze, Europe       |
| 2024 Otepää         | Juniors | 4e                         | Médaille d'or, Europe | Épreuve inexistante à cette date | Médaille d'argent, Europe        | Médaille d'or, Europe | Médaille d'or, Europe            |

Légende :
- : première place, médaille d'or
- : troisième place, médaille de bronze
- : épreuve absente du programme